# Øssur Hansen
Øssur Hansen (Toftir, 7 gennaio 1971) è un allenatore di calcio ed ex calciatore faroese, di ruolo centrocampista.